# ضريح فولينغ
ضريح فولينغ (بالـصينية: 东陵 ) حرفيا: "ضريح السعادة"، هو ضريح نورهس، الإمبراطور المؤسّس لأسرة تشينغ وزوجته الإمبراطورة شياوشيجاو. يقع في الضاحية الشرقية لشنيانغ، مقاطعة لياونينغ، شمال شرق الصين.
وقد تم إدراجه من مواقع التراث العالمي لليونسكو منذ عام 2004.

## أعلام
- نورهس